# Liste deutscher Bezeichnungen belgischer Orte
Belgien ist offiziell dreisprachig: deutsch, französisch und niederländisch. Daneben werden Minderheitensprachen anerkannt. In dieser Liste werden die deutschen und niederländischen oder französischen bzw. luxemburgischen Bezeichnungen belgischer Orte (Städte, Flüsse etc.) einander gegenübergestellt.
Die Orte werden mit den bekannten deutschen, niederländischen und französischen bzw. luxemburgischen Namen wiedergegeben. Der Artikel erfasst nur die deutschsprachigen Toponyme, die eine von der örtlich niederländischen, französischen oder luxemburgischen abweichende Benennung aufweisen, Unterschiede unter diesen beiden Sprachen werden mit dieser Liste nicht erfasst.
Die Orte sind nach Regionen und Provinzen geordnet. Flüsse werden separat aufgeführt.
Durch die Gemeindefusionen in Belgien sind zahlreiche Orte heute einer anderen Gemeinde zugehörig. In den Bemerkungen ist die heutige Zugehörigkeit zur besseren Orientierung vermerkt.
Der deutschsprachige Name verweist auf den Ortsartikel, wenn vorhanden, oder alternativ auf den Artikel der Gemeinde, zu der der Ort heute gerechnet wird.

## Regionen Belgiens
| Deutsch   | Niederländisch | Französisch |
| --------- | -------------- | ----------- |
| Flandern  | Vlaanderen     | Flandre     |
| Wallonien | Wallonië       | Wallonie    |
| Brüssel   | Brussel        | Bruxelles   |

## Provinzen Belgiens
| Deutsch                                   | Niederländisch  | Französisch         | Region    |
| ----------------------------------------- | --------------- | ------------------- | --------- |
| Provinz Antwerpen                         | Antwerpen       | Anvers              | Flandern  |
| Provinz Limburg                           | Limburg         | Limbourg            | Flandern  |
| Provinz Ostflandern                       | Oost-Vlaanderen | Flandre-Orientale   | Flandern  |
| Provinz Flämisch-Brabant                  | Vlaams-Brabant  | Brabant flamand     | Flandern  |
| Provinz Westflandern                      | West-Vlaanderen | Flandre-Occidentale | Flandern  |
| Provinz Hennegau                          | Henegouwen      | Hainaut             | Wallonien |
| Provinz Lüttich                           | Luik            | Liège               | Wallonien |
| Provinz Luxemburg (älter auch Lützelburg) | Luxemburg       | Luxembourg          | Wallonien |
| Provinz Namur                             | Namen           | Namur               | Wallonien |
| Provinz Wallonisch-Brabant                | Waals-Brabant   | Brabant wallon      | Wallonien |

## Orte inFlandern
| Deutsch                          | Niederländisch      | Französisch         | Provinz          |
| -------------------------------- | ------------------- | ------------------- | ---------------- |
| Antwerpen (veraltet auch Antorf) | Antwerpen           | Anvers              | Antwerpen        |
| Brügge                           | Brugge              | Bruges              | Westflandern     |
| Fuhren (veraltet)                | Voeren              | Fourons             | Limburg          |
| Herrenfuhren (veraltet)          | 's-Gravenvoeren     | Fouron-le-Comte     | Limburg          |
| Martinsfuhren (veraltet)         | Sint-Martens-Voeren | Fouron-Saint-Martin | Limburg          |
| Löwen                            | Leuven              | Louvain             | Flämisch-Brabant |
| Mecheln                          | Mechelen            | Malines             | Flämisch-Brabant |
| Ostdünkirchen                    | Oostduinkerke       |                     | Westflandern     |
| Ostende                          | Oostende            | Ostende             | Westflandern     |
| Petersfuhren (veraltet)          | Sint-Pieters-Voeren | Fouron-Saint-Pierre | Limburg          |
| Reemersthal                      | Remersdaal          |                     | Limburg          |
| Seebrügge/Zeebrügge              | Zeebrugge           | Zeebruges           | Westflandern     |
| Tongern                          | Tongeren            | Tongres             | Limburg          |
| Ypern                            | Ieper               | Ypres               | Westflandern     |

## Orte derHauptstadtregion Brüssel
| Deutsch             | Niederländisch | Französisch |
| ------------------- | -------------- | ----------- |
| Brüssel             | Brussel        | Bruxelles   |
| Watermal (veraltet) | Watermaal      | Watermael   |

## Orte inWallonien

### Orte in der Provinz Hennegau
| Deutsch | Niederländisch | Französisch |
| ------- | -------------- | ----------- |
| Bergen  | Bergen         | Mons        |
| Laubach |                | Lobbes      |

### Orte in der Provinz Lüttich, inbegriffen die Deutschsprachige Gemeinschaft
Durch die Provinz Lüttich verläuft die Sprachgrenze zwischen dem deutschen, niederländischen und französischen Sprachraum, so dass sich hier eine Häufung verschiedensprachiger Toponyme ergibt. Im Laufe der Zeit hat sich diese Grenze ein Stück weit nach Osten verschoben, so dass früher tendenziell deutsch- bzw. niederländischsprachige Orte, z. B. Welkenraedt oder Bleyberg, heute eine Französisch sprechende Mehrheit aufweisen.
Bei den deutschen Ortsnamen in den neun Gemeinden der Deutschsprachigen Gemeinschaft Belgiens handelt es sich um die Eigenbezeichnungen und damit nicht um Exonyme. Der Vollständigkeit halber sind von diesen Gemeinden und Orten diejenigen, die anderssprachige Exonyme aufweisen, in dieser Liste mit aufgeführt und mit DG für „Deutschsprachige Gemeinschaft“ gekennzeichnet. Weitere Ortsnamen ohne bekannte anderssprachige Bezeichnungen finden sich unter Kategorie:Ort in der Deutschsprachigen Gemeinschaft.
Da das Gebiet der Deutschsprachigen Gemeinschaft ganz innerhalb der ansonsten französischsprachigen Provinz Lüttich liegt, steht in einigen Kartenwerken die französische und nicht die deutsche Namensform.
Balen, Bleiberg und Welkenrath werden auch als Plattdeutsche Gemeinden erachtet.

Die neun Gemeinden der Deutschsprachigen Gemeinschaft

#### Angrenzend an den deutschen Sprachraum, nördlicher Teil
| Deutsch                                 | Niederländisch    | Französisch                                   | Wallonisch                             | Gemeinde bis 1976 | Gemeinde ab 1977 | Bemerkungen                              |
| --------------------------------------- | ----------------- | --------------------------------------------- | -------------------------------------- | ----------------- | ---------------- | ---------------------------------------- |
| Altenberg (veraltet) / Neutral-Moresnet | Neutraal Moresnet | Vieille Montagne (veraltet) / Moresnet neutre | Neute Teritwere di Moresnet (veraltet) |                   | Kelmis           | (DG)                                     |
| Balen (veraltet)                        | Balen, Baelen     | Baelen                                        | Bailou                                 | Baelen            | Baelen           | mögliche Fazilitäten für Deutschsprecher |
| Bernau (veraltet)                       | Berne             | Berneau                                       |                                        | Berneau           | Dalhem           |                                          |
| Bilstein (veraltet)                     | Bilsteen          | Bilstain                                      | Blistin                                | Bilstain          | Limbourg         |                                          |
| Bleyberg/Bleiberg                       | Blieberg          | Plombières                                    |                                        | Bleiberg          | Bleyberg         | mögliche Fazilitäten für Deutschsprecher |
| Bolbach (veraltet)                      | Bolbeek           | Bombaye                                       | Boûbåye                                | Bombaye           | Dalhem           |                                          |
| Daelheim (veraltet)                     |                   | Dolhain                                       |                                        |                   | Limbourg         |                                          |
| Eikschen                                |                   | Moresnet-Chapelle                             |                                        | ?                 | Bleyberg         |                                          |
| Eupen                                   |                   | (altfranzösisch Néau)                         | Neyåw                                  | Eupen             | Eupen            | (DG)                                     |
| Galbach (veraltet)                      |                   | Jalhay                                        | Djalhé                                 | Jalhay            | Jalhay           |                                          |
| Gulken/Gülke (veraltet)                 | Gulke/Geuleke     | Goé                                           | Goyé                                   | Goé               | Limbourg         |                                          |
| Heinrichskapelle                        | Hendriks-Kapelle  | Henri-Chapelle                                | Hinri-Tchapele                         | Heinrichskapelle  | Welkenraedt      |                                          |
| Heverberg (veraltet)                    | Heverberg         | Hèvremont                                     |                                        |                   | Limbourg         |                                          |
| Homburg                                 | Homburg           | Hombourg                                      |                                        | Homburg           | Bleyberg         |                                          |
| Kelmis                                  | Kelmis            | La Calamine                                   | Li Calmène                             | La Calamine       | Kelmis           | (DG)                                     |
| Limburg an der Weser (veraltet)         | Limburg           | Limbourg                                      | Limbôr                                 | Limbourg          | Limbourg         |                                          |
| Membach                                 |                   | Membach                                       | Membaxh                                | Membach           | Baelen           |                                          |
| Michelshütte                            |                   | Baraque Michel                                |                                        |                   | Jalhay           |                                          |
| Montzen                                 | Montsen           |                                               |                                        | Montzen           | Bleyberg         |                                          |
| Steinberg (veraltet)                    |                   | Stembert                                      | Stimbièt                               | Stembert          | Verviers         |                                          |
| Velwisch (veraltet)                     |                   | Verviers                                      | Vervî                                  | Verviers          | Verviers         |                                          |
| Weset (veraltet)                        | Wezet             | Visé                                          | Vizé                                   | Visé              | Visé             |                                          |
| Weerst (veraltet)                       | Weerst            | Warsage                                       | Warsèdje                               |                   | Dalhem           |                                          |
| Welkenrath                              | Welkenraat        | Welkenraedt                                   | Welkenrote                             | Welkenraedt       | Welkenraedt      | Fazilitäten möglich                      |

#### Außerhalb des geschlossenen deutschsprachigen Raumes
| Deutsch                   | Französisch   | Wallonisch   | Gemeinde bis 1976 | Gemeinde ab 1977   | Bemerkungen              |
| ------------------------- | ------------- | ------------ | ----------------- | ------------------ | ------------------------ |
| Borgworm (veraltet)       | Waremme       | Wareme       | Waremme           | Waremme            | niederländisch: Borgworm |
| Dreibrücken (veraltet)    | Trois-Ponts   | Troes-Ponts  | Trois-Ponts       | Trois-Ponts        |                          |
| Emburg (veraltet)         | Embourg       | Imbourg      | Chaudfontaine     | Chaudfontaine      |                          |
| Fröter (veraltet)         | Froidthier    |              |                   | Thimister-Clermont |                          |
| Groß-Richheim (veraltet)  | Grand-Rechain | Grand Rtchin | Grand-Rechain     | Herve              |                          |
| Klein-Richheim (veraltet) | Petit-Rechain | Pitit-Rtchin | Petit-Rechain     | Verviers           |                          |
| Lüttich                   | Liège         | Lîdge        | Lüttich           | Lüttich            | niederländisch: Luik     |

#### Südlicher Teil
| Deutsch                        | Französisch          | Wallonisch | Gemeinde bis 1976     | Gemeinde ab 1977 | Bemerkungen                              |
| ------------------------------ | -------------------- | ---------- | --------------------- | ---------------- | ---------------------------------------- |
| Aldringen                      | Audrange             |            | Thommen               | Burg-Reuland     | (DG)                                     |
| Amel                           | Amblève              | Ambleve    | Amel                  | Amel             | (DG)                                     |
| Außenborn (veraltet)           | Faymonville          | Faimonveye | Faymonville           | Weismes          |                                          |
| Ausderheiden (veraltet)        | Bruyères             |            |                       | Weismes          |                                          |
| Brücken (veraltet)             | Pont                 |            |                       | Malmedy          |                                          |
| Büllingen                      | Bullange             | Bolindje   | Büllingen             | Büllingen        | (DG)                                     |
| Bürnenville (veraltet)         | Burnenville          | Burninveye |                       | Malmedy          |                                          |
| Bütgenbach                     | Butgenbach           |            | Bütgenbach            | Bütgenbach       | (DG)                                     |
| Deidesberg                     | Thirimont            |            |                       | Weismes          |                                          |
| Eibertingen                    | Ebertange (veraltet) |            |                       | Amel             | (DG)                                     |
| Engelsdorf (veraltet)          | Ligneuville          | Lignouveye | Bellevaux-Ligneuville | Malmedy          |                                          |
| Everscheid (veraltet)          |                      |            | Sourbrodt             | Weismes          |                                          |
| Fischvenn (veraltet)           | Ovifat               | Ôvîfa      |                       | Weismes          |                                          |
| Gringertz (veraltet)           | Champagne            |            |                       | Weismes          |                                          |
| Grüfflingen                    | Grufflange           |            | Thommen               | Burg-Reuland     | (DG)                                     |
| Hedomont (veraltet)            | Hédômont             | Hedômont   |                       | Malmedy          |                                          |
| Hünningen                      | Hunnange             |            |                       | Büllingen        | (DG)                                     |
| In der Bivelt (veraltet)       | Robertville          | Li Rbiveye | Robertville           | Weismes          |                                          |
| In der Spinnerei (veraltet)    | Outre-Warche         |            |                       | Weismes          |                                          |
| Malmedy (älter auch Malmünde)  | Malmedy              | Måmdey     | Malmedy               | Malmedy          | Fazilitäten-Gemeinde für Deutschsprecher |
| Montenau                       | Montegnée            |            |                       | Amel             | (DG)                                     |
| Mürringen                      | Murrange             |            |                       | Büllingen        | (DG)                                     |
| Niedersteinbach                | Ondenval             |            |                       | Weismes          |                                          |
| Odeler/Udelar/Udler (veraltet) | Oudler               |            |                       | Burg-Reuland     | (DG)                                     |
| Rotenberg (veraltet)           | Bernister            |            |                       | Malmedy          |                                          |
| Sankt Vith                     | Saint-Vith           | Sint-Vi    | Sankt Vith            | Sankt Vith       | (DG)                                     |
| Schoffrä (veraltet)            | Xhoffraix            | Xhofrai    |                       | Malmedy          |                                          |
| Schönberg                      | Schoenberg           |            | Schönberg             | Sankt Vith       | (DG)                                     |
| Schönenthal (veraltet)         | Bellevaux            | Belvå      | Bellevaux-Ligneuville | Malmedy          |                                          |
| Stablo                         | Stavelot             | Ståvleu    | Stavelot              | Stavelot         | lux.: Staweler                           |
| Steinbach                      | Steinbach            |            |                       | Weismes          |                                          |
| Surbrot (veraltet)             | Sourbrodt            | Zôrbrôte   |                       | Weismes          |                                          |
| Warchebrück                    | Pont-de-Warche       |            |                       | Malmedy          | (einstige Papiermühle)                   |
| Weismes                        | Waimes               | Waime      | Weismes               | Weismes          | Fazilitäten für Deutschsprecher          |
| Weywertz                       | Wévercé              | Wévercé    |                       | Bütgenbach       | (DG)                                     |
| Zur Heiden (veraltet)          | Gueuzaine            |            |                       | Weismes          |                                          |

### Orte in der Provinz Luxemburg

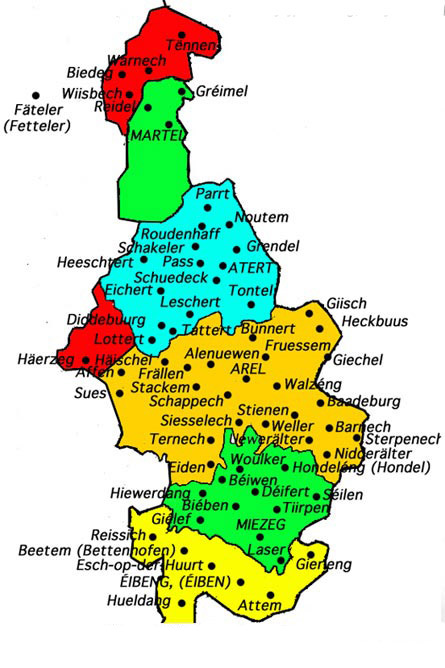
Das einst deutsch bzw. traditionell luxemburgischsprachige Areler Land mit luxemburgischen Ortsbezeichnungen

Nach der Revolution 1830 fiel der westliche Teil des Großherzogtums Luxemburg an Belgien. Der östliche Rand der Provinz, ungefähr entlang der Straße von Longwy (Frankreich) im Süden bis nach Bastnach im Norden, war dem luxemburgischen Sprachraum zugehörig. Im Zuge der territorialen Veränderungen wurden die französischen Ortsbezeichnungen offiziell.
Insbesondere in den Gemeinden des Areler Landes, (Arel, Attert, Ibingen, Martelange, Messancy, sowie Teile von Habay und Fauvillers) hat sich das Luxemburgische bis heute erhalten, so dass hier zahlreiche verschiedensprachige Toponyme existieren. Während durch die Emanzipation des Luxemburgischen die meisten deutschsprachigen Bezeichnungen veraltet sind, werden die luxemburgischen Bezeichnungen auch heute noch inoffiziell verwendet.
1990 hat die Französische Gemeinschaft Belgiens die regionalen Sprachen in ihrem Gebiet anerkannt, darunter auch das Luxemburgische, allerdings ohne daraufhin weitere Maßnahmen folgen zu lassen.
| Deutsch                                        | Luxemburgisch              | Französisch          | Gemeinde bis 1976    | Gemeinde ab 1977 | Bezirk      | Bemerkungen                            |
| ---------------------------------------------- | -------------------------- | -------------------- | -------------------- | ---------------- | ----------- | -------------------------------------- |
| Altenhofen (veraltet)                          | Alenuewen                  | Viville              | Bonnert              | Arel             | Arel        |                                        |
| Alt-Habich (veraltet)                          | Al-Habech/Aal-Habech       | Habay-la-Vieille     | Habay-la-Vieille     | Habay            | Virton      |                                        |
| Altsalm (veraltet)                             | Sëm Gaanglef/Zënt Gängelef | Vielsalm             | Vielsalm             | Vielsalm         | Bastnach    |                                        |
| Ansler (veraltet)                              | Aasler                     | Anlier               | Anlier               | Habay            | Virton      |                                        |
| Arel                                           | Arel                       | Arlon                | Arel                 | Arel             | Arel        | niederländisch: Aarlen                 |
| Arelshofen                                     | ?                          | Arloncourt           | Longvilly            | Bastnach         | Bastnach    |                                        |
| Athem (veraltet)                               | Attem                      | Athus                | Athus                | Ibingen          | Arel        |                                        |
| Attert                                         | Atert                      | Attert               | Attert               | Attert           | Arel        |                                        |
| Bardenburg (veraltet)                          | Badebuerg                  | Clairefontaine       | Autelbas             | Arel             | Arel        |                                        |
| Barnich                                        | Barnech                    | Barnich              | Autelbas             | Arel             | Arel        |                                        |
| Bastnach                                       | Baaschtnech                | Bastogne             | Bastnach             | Bastnach         | Bastnach    | niederländisch: Bastenaken             |
| Bebingen                                       | Bieben                     | Bébange              | Habergy              | Messancy         | Arel        |                                        |
| Beierchen                                      |                            | Côte-Rouge           | Tontelange           | Arel             | Arel        | (bei Bunnert)                          |
| Bettenhofen (veraltet)                         | Beetem                     | Battincourt          | Halanzy              | Ibingen          | Arel        |                                        |
| Birtz                                          | Biirz                      | Boeur                | Tavigny              | Houffalize       | Bastnach    |                                        |
| Bindelt (veraltet)                             | Bëndelt/Bëndels            | Benonchamps          | Wardin               | Bastnach         | Bastnach    |                                        |
| Birelhof                                       | Birelhaff                  | (Ferme) Birel        | Autelbas             | Arel             | Arel        |                                        |
| Bochholz (veraltet)                            | Boukëlz/Boukels            | Beho                 | Beho                 | Gouvy            | Bastnach    |                                        |
| Borzich                                        | Borzig                     | Bourcy               | Longvilly            | Bastnach         | Bastnach    |                                        |
| Bowies (veraltet)                              | Buawiss/Buawiess           | Bovigny              | Bovigny              | Gouvy            | Bastnach    |                                        |
| Bunnert (veraltet)                             | Bunnert                    | Bonnert              | Bonnert              | Arel             | Arel        |                                        |
| Bödingen                                       | Biedeg                     | Bodange              | Fauvillers           | Fauvillers       | Bastnach    |                                        |
| Burno                                          | ?                          | Burnon               | Hollange             | Fauvillers       | Bastnach    |                                        |
| Büwingen                                       | Béiwen/Béiweng             | Buvange              | Wolkrange            | Messancy         | Arel        |                                        |
| Chantmill (veraltet)                           | Schântmiël                 | Chantemelle          | ?                    | Étalle           | Virton      |                                        |
| Deutsch-Meer (auch Meisch, beide veraltet)     | Däisch-Mier/Däitsch-Meesch | Meix-le-Tige         | Meix-le-Tige         | Saint-Léger      | Virton      |                                        |
| Deifert                                        | Déifert                    | Differt              | Messancy             | Messancy         | Arel        |                                        |
| Deyfeld (veraltet)                             | Déiwent/Deewelt            | Deiffelt             | Beho                 | Gouvy            | Bastnach    |                                        |
| Diedenburg (veraltet)                          | Diddebuerg                 | Thiaumont            | Thiaumont            | Attert           | Arel        |                                        |
| Elcheroth (veraltet)                           | Gehaanselchert             | Nobressart           | Nobressart           | Attert           | Arel        |                                        |
| Emsong (veraltet)                              | Ëmsong                     | Musson               | Musson               | Musson           | Virton      |                                        |
| Esch auf der Hurt                              | Esch-op-der-Huurt          | Aix-sur-Cloie        | Halanzy              | Ibingen          | Arel        |                                        |
| Fascht                                         | Faascht                    | Faascht              | Attert               | Attert           | Arel        |                                        |
| Feitweiler/Fauweiler, (veraltet auch Feiteler) | Fäteler/Fetteler           | Fauvillers           | Fauvillers           | Fauvillers       | Bastnach    |                                        |
| Frassem                                        | Fruessen                   | Frassem              | Bonnert              | Arel             | Arel        |                                        |
| Freilingen                                     | Frellen                    | Freylange            | Heinsch              | Arel             | Arel        |                                        |
| Gerlingen/Gellet (veraltet)                    | Gierleng                   | Guerlange            | Messancy             | Ibingen          | Arel        |                                        |
| Geylich/Geilich (veraltet)                     | Gäilech/Geilech/Gellich    | Gouvy                | Gouvy                | Gouvy            | Bastnach    |                                        |
| Girsch (veraltet)                              | Giisch                     | Guirsch              | Guirsch              | Arel             | Arel        |                                        |
| Gomels/Gommelshausen                           | Gommels                    | Commanster           | Beho                 | Vielsalm         | Bastnach    |                                        |
| Greimelingen (veraltet)                        | Gréimel                    | Grumelange           | Martelingen          | Martelingen      | Arel        |                                        |
| Guldorf (veraltet)                             | Gielef                     | Guelff               | Habergy              | Messancy         | Arel        |                                        |
| Hanf (veraltet)                                | Honerëf/Hauneref           | Honville             | Hollange             | Fauvillers       | Bastnach    |                                        |
| Hohenfels                                      | Hauflescht/Haufelëscht     | Houffalize           | Houffalize           | Houffalize       | Bastnach    |                                        |
| Heckbusch                                      | Heckbuus                   | Heckbous             | Guirsch              | Arel             | Arel        |                                        |
| Heischlingen (veraltet)                        | Häischel                   | Heinsch              | Heinsch              | Arel             | Arel        |                                        |
| Heistert                                       | Heeschtert                 | Heinstert            | Nobressart           | Attert           | Arel        |                                        |
| Herzig (veraltet)                              | Häerzeg                    | Hachy                | Hachy                | Habay            | Virton      |                                        |
| Hewerdingen (veraltet)                         | Hiewerdang                 | Habergy              | Habergy              | Messancy         | Arel        |                                        |
| Holdingen (veraltet)                           | Hueldang                   | Halanzy              | Halanzy              | Ibingen          | Arel        |                                        |
| Hollingen (veraltet)                           | Hollen                     | Hollange             | Hollange             | Fauvillers       | Bastnach    |                                        |
| Hondelingen (veraltet)                         | Hondeléng (Hondel)         | Hondelange           | Hondelange           | Messancy         | Arel        |                                        |
| Hotten                                         | Hatten                     | Hotte                | Fauvillers           | Fauvillers       | Bastnach    |                                        |
| Ibingen                                        | Éibeng                     | Aubange              | Ibingen              | Ibingen          | Arel        |                                        |
| Katterwang                                     | Katterwang                 | Quatre-Vents         |                      |                  |             | Weiler bei Arel (Straße nach Bastnach) |
| Kurtig                                         | Kordes/Kortes              | Courtil              | Bovigny              | Gouvy            | Bastnach    |                                        |
| Lamerscher (veraltet)                          | Lomescher/Lammescher       | Limerlé              | Limerlé              | Gouvy            | Bastnach    |                                        |
| Langwasser (auch Laser (veraltet))             | Laser                      | Longeau              | Messancy             | Messancy         | Arel        |                                        |
| Lauterbach (veraltet)                          | Lauterbaach                | Lutrebois            | Villers-la-Bonne-Eau | Bastnach         | Bastnach    |                                        |
| Lautermännchen (veraltet)                      | Läitren/Läitermännchen     | Lutremange           | Villers-la-Bonne-Eau | Bastnach         | Bastnach    |                                        |
| Liespelt (veraltet)                            | Liischpelt/Leischpelt      | Livarchamps          | Villers-la-Bonne-Eau | Bastnach         | Bastnach    |                                        |
| Lingsweiler                                    | Lingser/Längsweller        | Longvilly            | Longvilly            | Bastnach         | Bastnach    |                                        |
| Losingen (veraltet)                            | Lossich/Loseg              | Losange              | Villers-la-Bonne-Eau | Bastnach         | Bastnach    |                                        |
| Luchert                                        | Luchert                    | Louchert             | Nobressart           | Attert           | Arel        |                                        |
| Martelingen (veraltet)                         | Maartel                    | Martelange           | Martelingen          | Martelingen      | Arel        |                                        |
| Mauer (veraltet)                               | ?                          | Mageret              | Wardin               | Bastnach         | Bastnach    |                                        |
| Metzig (veraltet)                              | Miezeg                     | Messancy             | Messancy             | Messancy         | Arel        |                                        |
| Moorbich (veraltet)                            | Moorbich/Morbech           | Marvie               | Wardin               | Bastnach         | Bastnach    |                                        |
| Munerhof (veraltet)                            | Munneref                   | Menufontaine         | Fauvillers           | Fauvillers       | Bastnach    |                                        |
| Mutzich (veraltet)                             | Missech/Misseg             | Mussy-la-Ville       | Mussy-la-Ville       | Musson           | Virton      |                                        |
| Neu-Habich (veraltet)                          | Nei-Habech                 | Habay-la-Neuve       | Habay-la-Neuve       | Habay            | Virton      |                                        |
| Neu-Perl                                       | Neipärel/Neipiérel         | Neuperlé             | Martelingen          | Martelingen      | Arel        |                                        |
| Niederelter (veraltet)                         | Nidderelter                | Autelbas             | Autelbas             | Arel             | Arel        |                                        |
| Niedlingen                                     | Néidleng                   | Noedlange            | ?                    | Messancy         | Arel        |                                        |
| Nottem (veraltet)                              | Noutem                     | Nothomb              | Nothomb              | Attert           | Arel        |                                        |
| Oberelter (veraltet)                           | Uewerelter                 | Autelhaut            | Autelbas             | Arel             | Arel        |                                        |
| Borzich                                        | Obortsich                  | Oubourcy             | Longvilly            | Bastnach         | Bastnach    |                                        |
| Offen (veraltet)                               | Affen                      | Fouches              | Hachy                | Arel             | Arel        |                                        |
| Rachebruch (veraltet)                          | ?                          | Traquebois           | ?                    | Fauvillers       | Bastnach    |                                        |
| Radelingen, Redel (veraltet)                   | Réidel                     | Radelange            | Martelingen          | Martelingen      | Arel        |                                        |
| Resingen/Ressig (veraltet)                     | Reissich                   | Rachecourt           | Rachecourt           | Ibingen          | Arel        |                                        |
| Retten                                         | Retterich                  | Rettigny             | Cherain              | Gouvy            | Bastnach    |                                        |
| Rodenhof                                       | Roudenhaff                 | Rodenhoff            | Attert               | Attert           | Arel        |                                        |
| Romeldingen                                    | ?                          | Romeldange           | Tintange             | Fauvillers       | Bastnach    |                                        |
| Rosenberg                                      | Rousebierg                 | Rosenberg            | Arel ?               | Arel             | Arel        |                                        |
| Saas (veraltet)                                | Sues                       | Sampont              | Hachy                | Arel             | Arel        |                                        |
| Saner (veraltet)                               | Saner/Sauner               | Sainlez              | Hollange             | Fauvillers       | Bastnach    |                                        |
| Sauerfeld (veraltet)                           | Sauerfeld                  | Strainchamps         | Hollange             | Fauvillers       | Bastnach    |                                        |
| Schadeck                                       | Schuedeck                  | Schadeck             | Attert               | Attert           | Arel        |                                        |
| Schasteljung                                   | Schättljong/Schasteljong   | Châtillon            | Châtillon            | Saint-Léger      | Virton      |                                        |
| Schockweiler (veraltet)                        | Schakeler                  | Schockville          | Attert               | Attert           | Arel        |                                        |
| Schoppach                                      | Schappech                  | Schoppach            | Heinsch              | Arel             | Arel        |                                        |
| Selingen (veraltet)                            | Séilen                     | Sélange              | Sélange              | Messancy         | Arel        |                                        |
| Seimerich                                      | Seimerech                  | Seymerich            | Bonnert              | Arel             | Arel        |                                        |
| Sesselich                                      | Siesselech                 | Sesselich            | ?                    | Arel             | Arel        |                                        |
| Stehnen                                        | Stienen                    | Stehnen              | Autelbas             | Arel             | Arel        |                                        |
| Steinbach                                      | Steemich/Stämech           | Steinbach            | Limerlé              | Gouvy            | Bastnach    |                                        |
| Sterpenich                                     | Sterpenech                 | Sterpenich           | Autelbas             | Arel             | Arel        |                                        |
| Stockheim                                      | Stackem                    | Stockem              | Heinsch              | Arel             | Arel        |                                        |
| Tintingen (veraltet)                           | Tënnen                     | Tintange             | Tintange             | Fauvillers       | Bastnach    |                                        |
| Tontelingen (veraltet)                         | Tontel                     | Tontelange           | Tontelange           | Attert           | Arel        |                                        |
| Törnich (veraltet)                             | Täernech                   | Toernich             | Toernich             | Arel             | Arel        |                                        |
| Törtchenweiler / Tortert (veraltet)            | Wellertäerchen/Täertchen   | Villers-Tortru       | Étalle ?             | Étalle           | Virton      |                                        |
| Türpingen (veraltet)                           | Tierpen                    | Turpange             | Messancy ?           | Messancy         | Arel        |                                        |
| Udingen                                        | Eiden                      | Udange               | Toernich             | Arel             | Arel        |                                        |
| Urth                                           | Urt                        | Ourthe               | Beho                 | Gouvy            | Bastnach    |                                        |
| Walzingen                                      | Walzeng                    | Waltzing             | Bonnert              | Arel             | Arel        |                                        |
| Wanen (veraltet)                               | Wanen                      | Vance                | Étalle ?             | Étalle           | Virton      |                                        |
| Wardig                                         | Waardéng/Wardicht          | Wardin               | Wardin               | Bastnach         | Bastnach    |                                        |
| Warnach                                        | Warnech                    | Warnach              | Tintange             | Fauvillers       | Bastnach    |                                        |
| Weiler                                         | Weller                     | Weyler               | Autelbas             | Arel             | Arel        |                                        |
| Weilerbach (veraltet)                          | Wellerbaach                | Villers-la-Bonne-Eau | Villers-la-Bonne-Eau | Bastnach         | Bastnach    |                                        |
| Welschbochholz (veraltet)                      | Welsch Boukëlz             | Moinet               | Longvilly            | Bastnach         | Bastnach    |                                        |
| Wiesenbach                                     | Wiisbach                   | Wisembach            | Fauvillers           | Fauvillers       | Bastnach    |                                        |
| Wolberg                                        | Wollbierg                  | Wolberg              | Autelbas             | Arel             | Arel        |                                        |
| Wolkringen (veraltet)                          | Woulker                    | Wolkrange            | Wolkrange            | Messancy         | Arel        |                                        |
| Zillig (veraltet)                              | Silljes/Zieljhee           | Saint-Léger          | Saint-Léger          | Saint-Léger      | Virton      |                                        |
| ?                                              | Aalmert                    | Almeroth             | Nobressart           | Attert           | Arel        |                                        |
| ?                                              | Beirig/Beiricht            | Buret                | Tavigny              | Houffalize       | Bastnach    |                                        |
| ?                                              | Briecht/Briëch             | Bras                 | Wardin               | Bastnach         | Bastnach    |                                        |
| ?                                              | Gäichel                    | Gaichel              | Guirsch ?            | Arel             | Arel        |                                        |
| ?                                              | Grendel                    | Grendel              | Attert               | Attert           | Arel        |                                        |
| ?                                              | Leschert                   | Lischert             | Thiaumont            | Attert           | Arel        |                                        |
| ?                                              | Lottert                    | Lottert              | Thiaumont            | Attert           | Arel        |                                        |
| ?                                              | Luxeroth                   | Luxeroth             | Attert               | Attert           | Arel        |                                        |
| ?                                              | Metzert                    | Metzert              | Tontelange           | Attert           | Arel        |                                        |
| ?                                              | Parrt                      | Parette              | Nothomb              | Attert           | Arel        |                                        |
| ?                                              | Pass                       | Post                 | Attert               | Attert           | Arel        |                                        |
| ?                                              | Reires                     | Rogery               | Bovigny              | Gouvy            | Bastnach    |                                        |
| ?                                              | Rill                       | Rulles               | Rulles               | Habay            | Virton      |                                        |
| ?                                              | Salem                      | Salmchâteau          | ?                    | Vielsalm         | Bastnach    |                                        |
| ?                                              | Schätereg/Zetteree         | Cetturu              | Tavigny              | Houffalize       | Bastnach    |                                        |
| ?                                              | Tattert                    | Tattert              | Thiaumont            | Attert           | Arel        |                                        |
| ?                                              | Wallesser                  | Vlessart             | Anlier               | Léglise          | Neufchâteau |                                        |
| ?                                              | Wattermol                  | Wathermal            | Beho                 | Gouvy            | Bastnach    |                                        |
| ?                                              | Weltrich/Weeltrich         | Witry                | Witry                | Léglise          | Neufchâteau |                                        |
| ?                                              | Zuriss/Zürisz              | Cierreux             | Bovigny              | Gouvy            | Bastnach    |                                        |

#### Außerhalb des Areler Landes
| Deutsch                                                             | Luxemburgisch           | Französisch         | Wallonisch            | Gemeinde bis 1976   | Gemeinde ab 1977    | Bezirk            | Bemerkungen                       |
| ------------------------------------------------------------------- | ----------------------- | ------------------- | --------------------- | ------------------- | ------------------- | ----------------- | --------------------------------- |
| Beulen / Bulen (veraltet)                                           | ?                       | Bouillon            | Bouyon                | Bouillon            | Bouillon            | Neufchâteau       | niederländisch: Boolen (veraltet) |
| Fels im Ösling / Welschenfels, beide veraltet, Fels in den Ardennen | Welsch Fiels (veraltet) | La Roche-en-Ardenne | Li Rotche             | La Roche-en-Ardenne | La Roche-en-Ardenne | Marche-en-Famenne |                                   |
| Mark (veraltet)                                                     | ?                       | Marche-en-Famenne   | Måtche-el-Fåmene      | Marche-en-Famenne   | Marche-en-Famenne   | Marche-en-Famenne |                                   |
| Neuenburg in Lützelburg (Luxemburg) (veraltet)                      | ?                       | Neufchâteau         | Li Tchestea           | Neufchâteau         | Neufchâteau         | Neufchâteau       |                                   |
| Rödchen (veraltet)                                                  | Rietjen                 | Ruette              | Ruwete (Lothringisch) | Ruette              | Virton              | Virton            |                                   |
| Rüwert                                                              | Rüwert                  | Rouvroy             | Rovroe-e-Gåme         | Rouvroy             | Rouvroy             | Virton            |                                   |
| Thornn bei Verton                                                   |                         | Latour (Belgien)    |                       | Latour              | Virton              | Virton            |                                   |

### Orte in der Provinz Namur
| Deutsch                | Niederländisch | Französisch | Wallonisch  | Gemeinde bis 1976 | Gemeinde ab 1977 | Bezirk        | Bemerkungen |
| ---------------------- | -------------- | ----------- | ----------- | ----------------- | ---------------- | ------------- | ----------- |
| Marienburg (veraltet)  | ?              | Mariembourg | Mariyambour | Mariembourg       | Couvin           | Philippeville |             |
| Namür/Namen (veraltet) | Namen          | Namur       | Nameur      | Namur             | Namur            | Namur         |             |

## Flüsse in Belgien
| Deutsch                 | Niederländisch | Französisch     |
| ----------------------- | -------------- | --------------- |
| Amel                    |                | Amblève (Fluss) |
| Göhl                    | Geul           | Gueule          |
| Korn                    |                | Chiers          |
| Urt (veraltet)          |                | Ourthe (Fluss)  |
| Schelde                 | Schelde        | L'Escaut        |
| Sesbach (veraltet)      |                | Semois (Fluss)  |
| Weser/Weserbach (Fluss) | Vesder         | Vesdre          |